# سان بيدرو دي ماكوريس
سان بيدرو دي ماكوريس (بالإنجليزية: San Pedro de Macorís)‏ هي مدينة، تتبع محافظة سان بيدرو دي ماكوريس، بلغ عدد سكانها 217141 نسمة، تبلغ مساحتها 152.33 كيلومتر مربع.

## المناخ
يظهر الجدول التالي التغييرات المناخية على مدار السنة لسان بيدرو دي ماكوريس:
| البيانات المناخية لـسان بيدرو دي ماكوريس       | البيانات المناخية لـسان بيدرو دي ماكوريس | البيانات المناخية لـسان بيدرو دي ماكوريس | البيانات المناخية لـسان بيدرو دي ماكوريس | البيانات المناخية لـسان بيدرو دي ماكوريس | البيانات المناخية لـسان بيدرو دي ماكوريس | البيانات المناخية لـسان بيدرو دي ماكوريس | البيانات المناخية لـسان بيدرو دي ماكوريس | البيانات المناخية لـسان بيدرو دي ماكوريس | البيانات المناخية لـسان بيدرو دي ماكوريس | البيانات المناخية لـسان بيدرو دي ماكوريس | البيانات المناخية لـسان بيدرو دي ماكوريس | البيانات المناخية لـسان بيدرو دي ماكوريس | البيانات المناخية لـسان بيدرو دي ماكوريس |
| الشهر                                          | يناير                                    | فبراير                                   | مارس                                     | أبريل                                    | مايو                                     | يونيو                                    | يوليو                                    | أغسطس                                    | سبتمبر                                   | أكتوبر                                   | نوفمبر                                   | ديسمبر                                   | المعدل السنوي                            |
| ---------------------------------------------- | ---------------------------------------- | ---------------------------------------- | ---------------------------------------- | ---------------------------------------- | ---------------------------------------- | ---------------------------------------- | ---------------------------------------- | ---------------------------------------- | ---------------------------------------- | ---------------------------------------- | ---------------------------------------- | ---------------------------------------- | ---------------------------------------- |
| الدرجة القصوى °م (°ف)                          | 33.9 (93.0)                              | 33.4 (92.1)                              | 34.8 (94.6)                              | 33.9 (93.0)                              | 36.2 (97.2)                              | 35.8 (96.4)                              | 36.5 (97.7)                              | 36.2 (97.2)                              | 36.5 (97.7)                              | 36.6 (97.9)                              | 35.6 (96.1)                              | 33.9 (93.0)                              | 36.6 (97.9)                              |
| متوسط درجة الحرارة الكبرى °م (°ف)              | 29.5 (85.1)                              | 29.6 (85.3)                              | 30.1 (86.2)                              | 30.5 (86.9)                              | 30.9 (87.6)                              | 31.5 (88.7)                              | 31.9 (89.4)                              | 32.0 (89.6)                              | 31.9 (89.4)                              | 31.4 (88.5)                              | 30.7 (87.3)                              | 29.8 (85.6)                              | 30.8 (87.4)                              |
| المتوسط اليومي °م (°ف)                         | 24.4 (75.9)                              | 24.6 (76.3)                              | 25.0 (77.0)                              | 25.6 (78.1)                              | 26.3 (79.3)                              | 27.0 (80.6)                              | 27.3 (81.1)                              | 27.4 (81.3)                              | 27.3 (81.1)                              | 26.9 (80.4)                              | 26.0 (78.8)                              | 24.9 (76.8)                              | 26.1 (79.0)                              |
| متوسط درجة الحرارة الصغرى °م (°ف)              | 19.4 (66.9)                              | 19.5 (67.1)                              | 20.0 (68.0)                              | 20.8 (69.4)                              | 21.7 (71.1)                              | 22.6 (72.7)                              | 22.7 (72.9)                              | 22.8 (73.0)                              | 22.7 (72.9)                              | 22.4 (72.3)                              | 21.4 (70.5)                              | 20.1 (68.2)                              | 21.3 (70.3)                              |
| أدنى درجة حرارة °م (°ف)                        | 13.6 (56.5)                              | 14.0 (57.2)                              | 14.9 (58.8)                              | 15.2 (59.4)                              | 15.4 (59.7)                              | 17.0 (62.6)                              | 17.0 (62.6)                              | 19.4 (66.9)                              | 19.2 (66.6)                              | 18.0 (64.4)                              | 14.8 (58.6)                              | 14.2 (57.6)                              | 13.6 (56.5)                              |
| معدل هطول الأمطار مم (إنش)                     | 31.1 (1.22)                              | 29.9 (1.18)                              | 35.9 (1.41)                              | 50.0 (1.97)                              | 133.4 (5.25)                             | 99.7 (3.93)                              | 90.9 (3.58)                              | 128.4 (5.06)                             | 145.8 (5.74)                             | 145.9 (5.74)                             | 91.8 (3.61)                              | 56.7 (2.23)                              | 1٬039٫5 (40.93)                          |
| متوسط الأيام الممطرة (≥ 1.0 mm)                | 4.5                                      | 4.0                                      | 3.6                                      | 4.6                                      | 8.1                                      | 6.7                                      | 7.4                                      | 8.6                                      | 9.3                                      | 10.5                                     | 8.0                                      | 5.5                                      | 80.8                                     |
| المصدر: الإدارة الوطنية للمحيطات والغلاف الجوي |                                          |                                          |                                          |                                          |                                          |                                          |                                          |                                          |                                          |                                          |                                          |                                          |                                          |

## مدن توأم
المدن التوأم:
- فرانكفورت، كنتاكي.

## أعلام
- لويس مرسيدس
- توني فرنانديز
- ألفونسو سوريانو
- غويلرمو موتا
- جوني كيويتو
- خوسيه فالفيردي